# 金斗甕

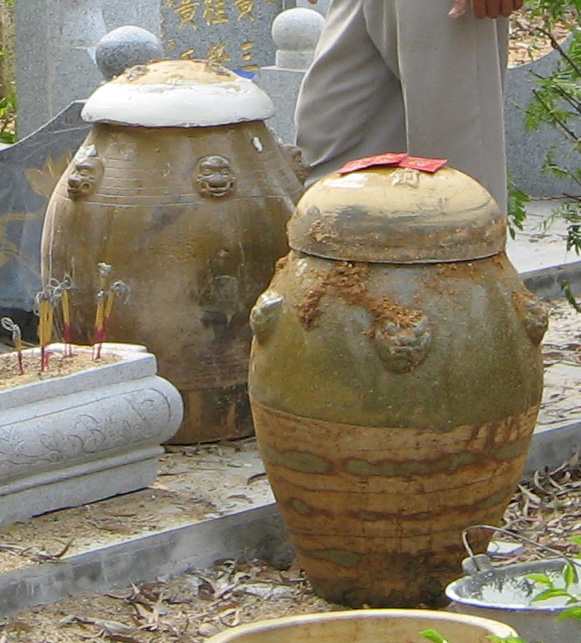
廣東的金斗甕（金塔）

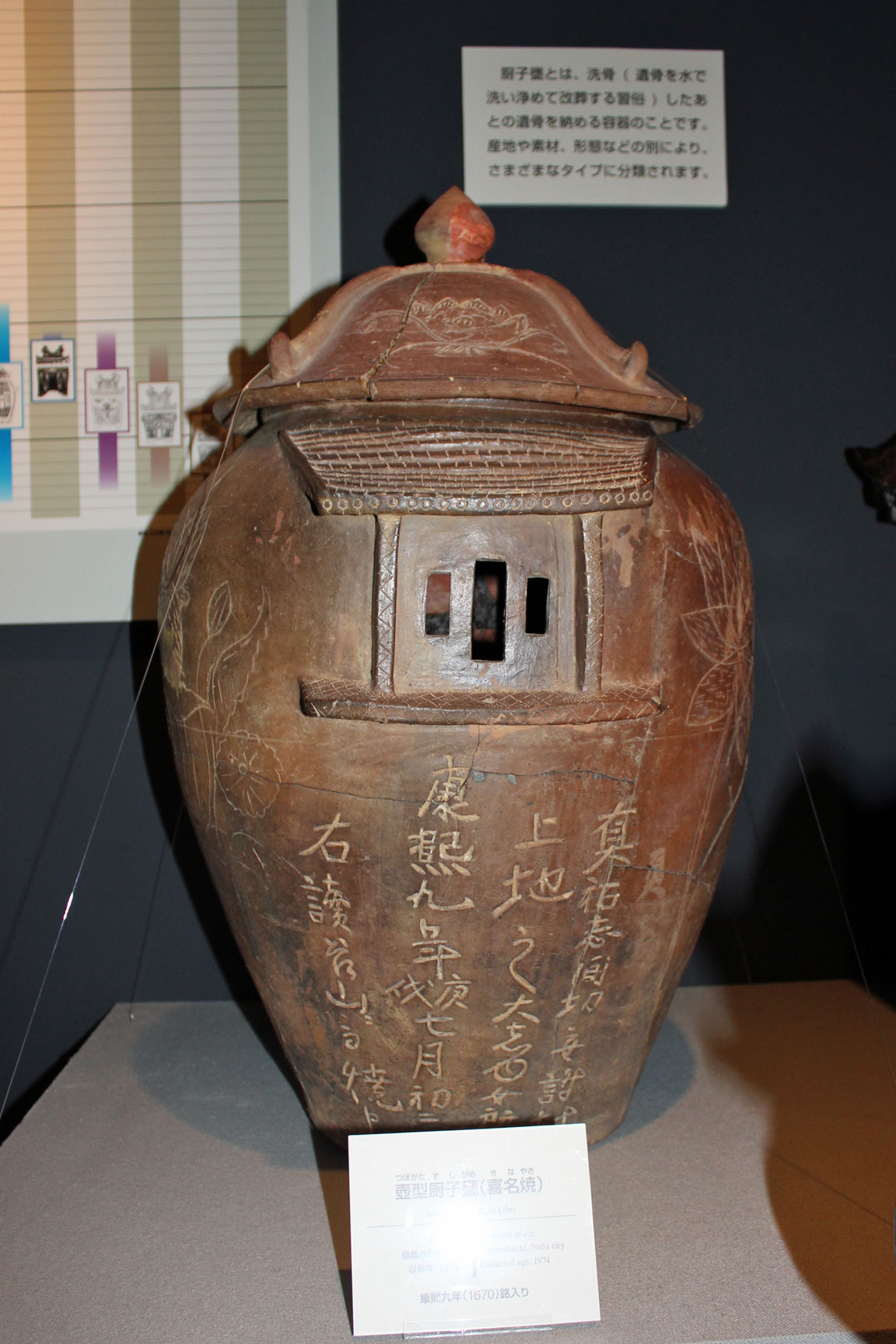
琉球壺型櫥子甕

金斗甕，又稱奉金甕、黃金甕、金甕、金塔、骨甕、骨罈等，是一種存放死者拾骨葬遺骨的容器。屍體在土葬或風葬後，視乎各地風俗和屍體腐化速度，在三年、六年、七年以至數十年後，舉行撿骨儀式，將遺骨上腐爛的肉拋棄，把骨頭取出，並放入容器，此容器稱之「金斗甕」。

## 各地情況
台灣早期的土葬，往往會為了金斗甕再造一個新墳墓，或者與其家族合葬，稱作家族墓，雅稱為佳城，現代亦有納入靈骨塔內祭拜者。
廣東、香港稱金斗甕為金塔，傳統上會把金塔放進稱為金塔屋的專用小屋作為家族墓，也有些是把金塔埋葬再另立墓碑；現代香港的一些公眾墳場設有金塔位作埋葬金塔之用。
琉球亦有這樣類型的骨甕，稱廚子甕，埋葬於龜甲墓或放於破風墓、屋形墓內，有時候夫婦合葬或親子合葬，納有二人遺骨的櫥子甕更大。

## 參閱
- 骨灰罈
- 甕棺葬